# Nallachius pupillus
Nallachius pupillus là một loài côn trùng trong họ Dilaridae thuộc bộ Neuroptera. Loài này được Navás miêu tả năm 1930.